# Superior (Wisconsin)
Superior je přístavní město v okrese Douglas County ve státě Wisconsin ve Spojených státech amerických. K roku 2020 zde na rozloze 117,47 km² žilo 26 751 obyvatel. Město leží na západním okraji Hořejšího jezera, spolu se sousedním městem Duluth je součástí metropolitní oblasti zvané Twin Ports.
Založeno bylo v roce 1854, ale těžce jej zasáhla ekonomická krize roku 1857. V 80. letech zde byly vybudovány železárny a do města dorazilo několik železničních tratí. Na území města se nachází část přístavu Duluth-Superior, největšího přístavu na Velkých jezerech, který se v roce 2019 podle hmotnosti přepraveného nákladu s téměř 34 miliony tun umístil na 20. místě ve Spojených státech.
26. dubna 2018 došlo k explozi a následnému požáru v místní rafinerii, které si vyžádaly evakuaci místních obyvatel.
Ve městě se narodili například ekonom Oliver Williamson nebo astronaut Jeffrey Williams.